# Vražogrnci
Vražogrnci (en serbio cirílico : Вражогрнци) es un pueblo de Serbia, situado en el municipio de Aleksandrovac, en el distrito de Rasina. En el censo de 2011 contaba con 269 habitantes.

## Demografía
| 1948 | 1953 | 1961 | 1971 | 1981 | 1991 | 2002 | 2011 |
| ---- | ---- | ---- | ---- | ---- | ---- | ---- | ---- |
| 445  | 480  | 485  | 450  | 378  | 381  | 297  | 269  |